# Napoleon Total War
『Napoleon Total War』（ナポレオン・トータル・ウォー）とは、The Creative Assembly社が開発したRTS（リアルタイムストラテジー）である。略称がNTWである。

## 概要
ナポレオン・ボナパルトが登場した頃のヨーロッパが舞台のRTSである。
ゲームはシングルプレイ用の、チュートリアル・グランドキャンペーン・カスタムバトル・クイックバトル・歴史上のバトル。マルチプレイの、LAN対戦・オンラインバトルから構成される。
キャンペーンではターン制戦略マップとリアルタイム制戦術マップを組み合わせた形式を採用している。
| スタブアイコン | サブスタブ | この項目は、まだ閲覧者の調べものの参照としては役立たない、コンピュータゲームに関連した書きかけの項目です。この項目を加筆・訂正などしてくださる協力者を求めています（P:コンピュータゲーム/PJ:コンピュータゲーム）。 |